# Saubrigas
Saubrigas (en francès Saubrigues) és un municipi francès situat al departament de les Landes i a la regió de la Nova Aquitània.

## Demografia
| 1962                                       | 1968 | 1975 | 1982 | 1990 | 1999  | 2007  |
| ------------------------------------------ | ---- | ---- | ---- | ---- | ----- | ----- |
| 716                                        | 757  | 687  | 764  | 887  | 1.079 | 1.256 |
| Des de 1962: població sense dobles comptes |      |      |      |      |       |       |

## Administració
| Període | Identitat          | Partit |
| ------- | ------------------ | ------ |
| 2001-   | Francis Dubertrand |        |

## Agermanaments
- Le Ferré